# مردان بارانی
«مردان بارانی» (به انگلیسی: Raining Men) نام ترانه‌ای استودیویی اثر ریانا به همراهی نیکی میناژ است. این ترانه در آلبوم بلند قرار داشت.